# قنات باغ زارچ
باغ زارچ، قناتی است که در از توابع بخش زارچ، شهرستان  زارچ در استان یزد قرار دارد. طول این قنات حدود ۸۰کیلومتر است و از آن به عنوان بزرگ‌ترین قنات جهان یاد می‌شود.

## مشخصات قنات
این قنات در شهر زارچ واقع شده‌است. تعدادی از میله‌های آن در محل مسجد جامع یزد قرار دارد. احتمالاً نشان می‌دهد که این قنات قبل از اسلام وجود داشته و پس از آن، مسجد جامع یزد را در حریم قنات بنا نموده‌اند تا از طریق پایاب از آب قنات جهت وضو گرفتن استفاده شود. مظهر قنات در شهر زارچ قرار دارد. این قنات سه شاخه کوره جدا از هم به نام‌های: شیرین- شور –ابراهیم خویدکی دارد که در مجموع طول کوره قنات بیش از ۷۱ کیلومتر می‌باشد.

### مشخصات دیگر قنات زارچ
تعداد میله‌ها: ۲۱۱۵ حلقه
عمق مادر چاه: ۸۵ متر
آبدهی فعلی: نزدیک به خشکی
تعداد مالکین و شاربین: ۸۰۰ خانوار کشاورز
سطح زیر کشت باغی قنات: حدود ۲۵ هکتار
سطح زیر کشت زراعی: حدود ۴۰۰ هکتار
مدیریت سنتی و بهره‌برداری از قنات زارچ:
مدیریت، حفظ، نگهداری، تقسیم و توزیع آب به عهده شورای قنات زارچ می‌باشد که پنج نفر عضو داشته و از سوی کلیه مالکین و شاربین قنات انتخاب می‌شوند. دو نفر از محل سرچشمه زارچ و سه نفر از محل توده زارچ انتخاب می‌شوند. شورای قنات یک نفر را به عنوان نماینده تام‌الاختیار به مدت یک سال معرفی می‌نمایند تا از کلیه مالکین و شاربین قنات خودیاری جمع کرده و همچنین رابط بین کشاورزان و ادارات مربوطه باشد. نماینده مذکور جهت حفاظت و نگهداری و حفر پیشکار قنات (محل انتهای قنات در کوره پس از مادر چاه را پیشکار گویند) مقنی و کارگر قنات به کار می‌گیرد تا به نحو احسن هرگونه عملیات مورد نیاز را به خوبی انجام دهد و دستمزد کارگران را پرداخت نماید.
از سوی شورای قنات دو نفر به عنوان میرآب جهت توزیع و تقسیم آب قنات، یکی در محل سرچشمه و دیگری در محل توده زارچ به مدت یک سال انتخاب می‌شوند. میرآب با مراجعه به دفاتر آب برنامه و حقابه میزان مالکیت هر فرد و بر حسب نوبت، آب را به کشاورزان تحویل می‌دهند. سرچشمه زارچ دارای شش شبانه روز آب و محل توده زارچ نه شبانه روز آب دارد. همچنین دستمزد میرآب که به نام «سد» معروف است از روی سهم آب کشاورزی در هر مدار ۱۵ روز یک بار به میزان یک جرعه آب (به مدت ۱۱ دقیقه) تحویل می‌شود.
طول این قنات ۳۰ متر است و تعداد ۵ میله چاه دارد. عمق مادر چاه این قنات، ۳ متر و فاصلهٔ مظهر تا محل آن ۵۰ متر می‌باشد. دبی این قنات ۱۰ لیتر بر ثانیه است.
از ویژگی‌های دیگر قنات زارچ می‌توان به مربعی بودن مقطع چاه‌های آن در مقایسه با همتایان دیگر که مقطعی بیضوی یا دایره وار دارند، اشاره کردکه پیشینه حفر چنین چاه‌هایی به زمان زرتشتیان بر می‌گردد.
مظهر این قنات در شهر زارچ استان یزد واقع شده و دارای سه شاخه یا تونل زیر زمینی جدا از هم است که تونل‌های آن: «شیرین»، «شور» و «ابراهیم خویدکی» نام دارد.
از آب قنات زارچ ۸۰۰ خانوار کشاورزی استفاده می‌کنند و حدود ۲۵ هکتار سطح زیر کشت باغی از جمله باغات انار، انگور، انجیر، سیب، پسته و هلو به همراه ۴۰۰ هکتار سطح کشت زراعی تحت پوشش این قنات قرار دارد.
تعداد مالکان این قنات ۱۰ نفر می‌باشد و اراضی تحت کشت این قنات ۴۰ هکتار می‌باشد.
قنات زارچ که از مهم‌ترین قنوات ساخت دست بشر است در تاریخ ۱۶ تیر ۱۳۸۴ با شماره ۱۴۸۳۰ در فهرست آثار ملی کشور به ثبت رسید. با توجه به اهمیت این سازه طویل، برنامه‌ریزی شده‌است پس از اقداماتی ازجمله مرمت، احیاء و ساماندهی پایاب‌ها، مسیر قنات و تعدادی پاشیرهای آب انبارهای موجود در محور تعریف شده، پرونده ثبت آن در فهرست جهانی به یونسکو ارسال شود.

## ثبت در میراث جهانی یونسکو
در چهلمین اجلاس میراث جهانی یونسکو که ژوئیه ۲۰۱۶ در استانبول برگزار شد، یازده قنات ایرانی به عنوان بیستمین اثر ایران بر اساس دو معیار از ۶ معیار فرهنگی کمیته میراث جهانی شامل گواهی بی‌همتا یا دست‌کم استثنایی بر یک سنت فرهنگی و نمونه‌ای برجسته در معماری یا تکنولوژی که مرحله مهمی از تاریخ بشر را نشان دهد، در فهرست میراث جهانی قرار گرفت. پرونده ۱۱ قنات ایرانی با داشتن تکنولوژی متفاوت و با قدمت بیش از ۲۵۰۰ تا ۲۰۰ سال به یونسکو جهت ثبت جهانی ارائه شد و پس از بررسی و تأیید کارشناسان یونسکو این پرونده ثبت و در فهرست آثار جهانی قرار گرفت.
یازده قناتی که ثبت جهانی شده‌اند، هرکدام به لحاظ قدمت، designation1_type معماری، عمق، طول و مشخصاتی از این دست، منحصر به فرد و بی نظیر هستند. در این میان قنات زارچ با عنوان طولانی‌ترین قنات ایران در فهرست جهانی به ثبت رسید.